# Internazionali Femminili di Palermo 2025 - Doppio
Il doppio femminile del torneo di tennis professionistico Internazionali Femminili di Palermo 2025, facente parte della categoria WTA 125 nell'ambito del WTA 125 2025, si è giocato al Country Time Club di Palermo, in Italia, dal 21 al 26 luglio 2025.
In finale Estelle Cascino e Feng Shuo hanno sconfitto Momoko Kobori e Ayano Shimizu con il punteggio di 6-2, 6(2)-7, [10-7].
Jana Sizikova e Kimberley Zimmermann erano le campionesse in carica (Sizikova delle ultime due edizioni), ma entrambe hanno scelto di non partecipare a questa edizione del torneo.

## Teste di serie
La prima coppia teste di serie ha ricevuto un bye per i quarti di finale.
1. Momoko Kobori /  Ayano Shimizu (finale)
2. Cho I-hsuan /  Cho Yi-tsen (semifinale)

1. Estelle Cascino /  Feng Shuo (Campionesse)
2. Inès Ibbou /  Naïma Karamoko (primo turno)

## Tabellone

### Legenda
| - Q = Qualificato - WC = Wild card - LL = Lucky loser | - ALT = Alternate - SE = Special Exempt - PR = Protected Ranking | - w/o = Walkover - r = Ritirato - d = Squalificato |

|  | Primo turno | Primo turno             | Primo turno             | Primo turno           | Primo turno        |  |  | Quarti di finale | Quarti di finale     | Quarti di finale     | Quarti di finale     | Quarti di finale     |   |   | Semifinali | Semifinali                  | Semifinali         | Semifinali                | Semifinali |    |      | Finale | Finale | Finale | Finale | Finale |  |
|  |             |                         |                         |                       |                    |  |  |                  |                      |                      |                      |                      |   |   |            |                             |                    |                           |            |    |      |        |        |        |        |        |  |
|  | 1           | M Kobori A Shimizu      | M Kobori A Shimizu      | M Kobori A Shimizu    | M Kobori A Shimizu |  |  |                  |                      |                      |                      |                      |   |   |            |                             |                    |                           |            |    |      |        |        |        |        |        |  |
|  |             | Bye                     | Bye                     | Bye                   | Bye                |  |  | 1                | M Kobori A Shimizu   | 0                    | 6                    | [10]                 |   |   |            |                             |                    |                           |            |    |      |        |        |        |        |        |  |
|  |             | A Abbagnato G Pedone    | 1                       | 7                     | [11]               |  |  |                  | A Abbagnato G Pedone | 6                    | 4                    | [6]                  |   |   |            |                             |                    |                           |            |    |      |        |        |        |        |        |  |
|  |             | S Ambrosio TC Grant     | 6                       | 67                    | [9]                |  |  |                  |                      |                      |                      |                      |   |   | 1          | M Kobori A Shimizu          | M Kobori A Shimizu | 7                         | 6          |    |      |        |        |        |        |        |  |
|  | 4           | I Ibbou N Karamoko      | I Ibbou N Karamoko      | 64                    | 3                  |  |  |                  |                      |                      | R Jamrichová T Würth | R Jamrichová T Würth | 5 | 4 |            |                             |                    |                           |            |    |      |        |        |        |        |        |  |
|  |             | R Bhosale P Plipuech    | R Bhosale P Plipuech    | 7                     | 6                  |  |  |                  | R Bhosale P Plipuech | R Bhosale P Plipuech | 5                    | 4                    |   |   |            |                             |                    |                           |            |    |      |        |        |        |        |        |  |
|  |             | R Jamrichová T Würth    | R Jamrichová T Würth    | 6                     | 6                  |  |  |                  | R Jamrichová T Würth | R Jamrichová T Würth | 7                    | 6                    |   |   |            |                             |                    |                           |            |    |      |        |        |        |        |        |  |
|  |             | M Kolb N Kolb           | M Kolb N Kolb           | 0                     | 3                  |  |  |                  |                      |                      |                      |                      |   |   | 1          | Momoko Kobori Ayano Shimizu | 2                  | 7                         | [7]        |    |      |        |        |        |        |        |  |
|  |             | F Christie A Wagner     | F Christie A Wagner     | F Christie A Wagner   |                    |  |  |                  |                      |                      |                      |                      |   |   |            |                             | 3                  | Estelle Cascino Feng Shuo | 6          | 62 | [10] |        |        |        |        |        |  |
|  |             | A Anšba T Prozorova     | A Anšba T Prozorova     | A Anšba T Prozorova   | w/o                |  |  |                  | A Anšba T Prozorova  | 6                    | 4                    | [7]                  |   |   |            |                             |                    |                           |            |    |      |        |        |        |        |        |  |
|  |             | V Erjavec K Novak       | V Erjavec K Novak       | 4                     | 4                  |  |  | 3                | E Cascino S Feng     | 4                    | 6                    | [10]                 |   |   |            |                             |                    |                           |            |    |      |        |        |        |        |        |  |
|  | 3           | E Cascino S Feng        | E Cascino S Feng        | 6                     | 6                  |  |  |                  |                      |                      |                      |                      |   |   | 3          | E Cascino S Feng            | E Cascino S Feng   | 6                         | 6          |    |      |        |        |        |        |        |  |
|  |             | J Riera A Zantedeschi   | J Riera A Zantedeschi   | J Riera A Zantedeschi |                    |  |  |                  |                      | 2                    | I-h Cho Y-t Cho      | I-h Cho Y-t Cho      | 3 | 3 |            |                             |                    |                           |            |    |      |        |        |        |        |        |  |
|  |             | M Tona N Zeballos       | M Tona N Zeballos       | M Tona N Zeballos     | w/o                |  |  |                  | M Tona N Zeballos    | M Tona N Zeballos    | 3                    | 2                    |   |   |            |                             |                    |                           |            |    |      |        |        |        |        |        |  |
|  |             | M Bayerlová I Šebestová | M Bayerlová I Šebestová | 69                    | 4                  |  |  | 2                | I-h Cho Y-t Cho      | I-h Cho Y-t Cho      | 6                    | 6                    |   |   |            |                             |                    |                           |            |    |      |        |        |        |        |        |  |
|  | 2           | I-h Cho Y-t Cho         | I-h Cho Y-t Cho         | 7                     | 6                  |  |  |                  |                      |                      |                      |                      |   |   |            |                             |                    |                           |            |    |      |        |        |        |        |        |  |